# نبراسکا (کارولینای شمالی)
نبراسکا (به انگلیسی: Nebraska) یک منطقهٔ مسکونی در ایالات متحده آمریکا است که در شهرستان هاید، کارولینای شمالی واقع شده‌است. نبراسکا ۰٫۹۱ متر بالاتر از سطح دریا واقع شده‌است.